# Пфанненштиль, Луц
Луц Пфа́нненштиль (нем. Lutz Pfannenstiel; род. 12 мая 1973, Цвизель, Бавария) — немецкий футбольный вратарь, сменивший за свою карьеру более 20 различных клубов, совершив менее чем за 20 лет карьеры около 30 переходов. Он единственный из профессионалов, кто выступал в чемпионатах всех 6 континентальных конфедераций ФИФА. Сейчас является спортивным директором американского клуба MLS «Сент-Луис Сити». Воспитанник баварского футбола, выступал за национальную сборную ФРГ для игроков младше 17 лет.
В качестве приглашённого эксперта комментировал матчи чемпионата мира 2010 года для немецкого канала ZDF.

## Скандал с договорными матчами
В 2001 году Пфанненштиль, будучи игроком сингапурского клуба «Гейланг Юнайтед», был осуждён за получение взяток в общем размере 9 900$ за «сдачу» трёх игр чемпионата и приговорён к 5 месяцам лишения свободы, однако спустя 3,5 месяца игрок был выпущен на свободу и передан иммиграционным службам Сингапура, которые экстрадировали его из страны.

## Тренерская карьера
В начале 2007 года Луцу предложили возглавить только что созданный армянский клуб «Бентонит», который заявился для участия в первой лиге и Кубке страны. По сумме двух матчей команде удалось пройти в 1/8 финала «Гандзасар» (2:1), однако в четвертьфинальной двухматчевой серии команда потерпела сокрушительной поражение от «Пюника» с общим счётом 1:8, а Пфанненштиль покинул команду уже после первого из этих двух матчей, заявив о финансовых проблемах в клубе.
В январе—июле 2008 года в качестве тренера вратарей помогал своему соотечественнику Рейнхольду Фанцу готовить сборную Кубы к чемпионату мира 2010 года. С сентября 2009 года тренирует вратарей сборной Намибии, также возглавил местный клуб «Рамблерс» как на посту главного тренера, так и на посту спортивного директора. Из-за частых отъездов за границу 12 января на первом посту его сменил Али Акан, а сам Луц, вдобавок, будет управлять молодёжной академией и международными связями «Рамблерс», оставаясь ещё и тренером вратарей, чем немец оказался недоволен, не желая быть чьей-то марионеткой. В академии, которая начинает свою работу 1 февраля 2010 года, Лутц будет заниматься с ребятами в возрасте от 10 до 11 лет.
В октябре 2010 года вместе с главным тренером Томом Сенфье сменил сборную Намибии на сборную Зимбабве, однако за 2 дня до их первого матча с Кабо-Верде, намеченного в рамках отбора к Кубку африканских наций 2012 года на 8 октября, их выслали из страны из-за нарушения иммиграционного законодательства.

## Достижения

### Командные
Как игрока мюнхенской «Баварии»:
- Чемпионат Германии среди юношей:
  - Победитель: 1990, 1991

Как игрока «Хаки»:
- Чемпионат Финляндии:
  - Победитель: 1998
- Кубок Финляндии:
  - Победитель: 1997

Как игрока «Гейланг Юнайтед»:
- Чемпионат Сингапура:
  - Третье место: 2000

### Личные
Как игрока «Данидин Текникал»:
- Вратарь года в Новой Зеландии: 2002

Как игрока «Берума»:
- Первый дивизион Норвегии:
  - Вратарь года: 2002
  - Вратарь символической сборной сезона: 2002

Как игрока «Калгари Мустангз»:
- A-Лига:
  - Наибольшее число сейвов: 2004

Как игрока «Отаго Юнайтед»:
- Вратарь года в Новой Зеландии: 2006

## Статьи
- Интервью Луца о Global Goal Project
- «Меня бросили в камеру к психически больному убийце» Что пережил футболист, объехавший весь мир Публикация на sports.ru от 22 января 2016 года
- Вратарь пяти континентов
- Have ball, will travel — and there’s plenty of that for goalie Статья о Луце Пфанненштиле в газете The New Zealand Herald от 15 декабря 2004 года (англ.)
- Intercontinental Статья о Луце Пфанненштиле на сайте Olé от 2 января 2007 года (исп.)
- Der wahre Global-Player Статья о Луце Пфанненштиле на сайте телекомпании WDR от 25 февраля 2008 года (нем.)
- Der einzig wahre Welttorhüter Статья о Луце Пфанненштиле в газете Frankfurter Allgemeine от 24 февраля 2008 года (нем.)
- Im Tor zur Welt Большая статья о Луце Пфанненштиле в журнале 11 Freunde от 1 января 2008 года (нем.)
- Experte wider Willen Статья о Луце Пфанненштиле в газете Frankfurter Allgemeine от 1 февраля 2005 года (нем.)
- Die Odyssee des Lutz Pfannenstiel Статья о Луце Пфанненштиле в газете Die Welt от 10 января 2004 года (нем.)
- Lutz Pfannenstiel spricht mit Prost Amerika Интервью Луца Пфанненштиля для Prost Amerika! от сентября 2007 года (нем.)
- Haben Sie schon mal eine Frau getötet? Интервью с Луцом Пфанненштилем в журнале Rund (нем.)